# Флаг Бангладеш
Флаг Бангладе́ш является официальным символом Народной Республики Бангладеш. Ныне действующий флаг принят 17 января 1972 года.
Флаг представляет собой красный круг на зелёном поле. Круг расположен практически в центре флага, его центром является точка пересечения вертикальной линии, опущенной с 9/20 длинной стороны флага (считая от древка), и горизонтальной линии, проведённой посередине узкой стороны. Радиус диска — 1/5 длины флага. Пропорция флага 3:5.

## История
Одним из первых свою версию флага Бангладеш 6 июня 1970 года представила группа студентов Университета Дакки и активистов Совета движения студентов независимого Бангладеш. В разработке данного флага участвовали молодые Кази Ареф Ахмед, Абдур Раб, Шаджахан Сирадж, Хасанул Хак Ину, Манирул Ислам, Свапан Кумар Чудхури, Квамрул Алам Хан Хасру, Юсуф Салахуддин Ахмед, ставшие впоследствии видными политиками.
При создании флага решено было не использовать полумесяц и звезду, так как они присутствуют на пакистанском флаге. Вместо них на красном круге в центре изображался силуэт территории страны. Примерно через год после принятия флага силуэт страны убрали, в основном потому что его было трудно правильно воспроизводить на обеих сторонах флага.

## Символика
Зелёный цвет символизирует ислам, однако по другим источникам он символизирует растительность страны, красный круг — восходящее солнце как символ независимости.

Флаг Восточного Пакистана 1947-1971
Флаг Бангладеш 1971-1972
Флаг Бангладеш 1972-

## Интересные факты
Флаг Бангладеш, созданный при участии людей, стал самым большим в мире. Составной флаг с участием 27117 человек зафиксировали представители Книги Рекордов Гиннесса 16 декабря 2013 года.

1:2 Торговый флаг Бангладеш
1:2 Флаг ВВС Бангладеш
1:2 Флаг ВМС Бангладеш